# Cantón Portovelo
Portovelo es un cantón de la Provincia de El Oro, en Ecuador. Conocido como “El Primer Centro Minero del Ecuador”, contiene 4 parroquias. Una urbana y 3 rurales, siendo la urbana de nombre Portovelo.

## Historia de Portovelo

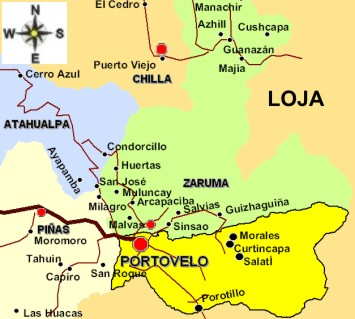
Portovelo

Fundado aproximadamente en 1896 como campamento minero de Portovelo  (año de inicio de operaciones de la empresa Americana SADCO). Recibió su nombre en la época de la conquista española por su semejanza con otros pueblos de nombre similar en Panamá en los que buscaban oro, siendo además la orografía muy semejante. Los historiadores se atreven a señalar que Portovelo fue un Estado dentro de otro Estado ya que los americanos en el tiempo que se instalaron en Portovelo impusieron sus leyes y costumbres a como dé lugar. Portovelo tuvo su propia moneda llamada Patterson, los americanos aportaron con su cultura al Campamento, Portovelo tenía la mejor educación de la provincia en esos años, sus dos principales escuelas ya tienen más de 100 años de creación, los Americanos impulsaron el deporte en Portovelo es así que se practicaban deportes como Béisbol, Tenis, Golf, Baloncesto, Polo y Boxeo. En Este cantón Ecuatoriano Los Americanos impulsaron a Celebrar la independencia de los Estados Unidos a inicios del siglo XX Portovelo no era considerado un barrio en el mapa geográfico del Ecuador y ya poseía el primer Hospital de la provincia del Oro y uno de los mejores del País en esos años, este cantón Ecuatoriano tuvo su propia Hidroeléctrica para proporcionar energía eléctrica al pueblo, tuvo una pequeña pista de aviación para viajes importantes de los Ejecutivos Americanos además de traer al cantón productos comestibles americanos que en su gran mayoría se los consumía en el pueblo, para la diversión del habitante la Empresa Americana SADCO construyó un Cine completo en el campamento de Portovelo donde solo se proyectaban las mejores películas Americanas, este cine fue uno de los mejores del país.
La magnífica historia de este pueblo minero y sus impresionantes vestigios que dejó la empresa SADCO, así como viviendas americanas del siglo pasado hicieron que el Ecuador le conceda el título de patrimonio cultural del Ecuador en el año 2004.

## Situación geográfica
Es una región minera, ubicada en las estribaciones de la Cordillera Occidental de los Andes, al pie de la cordillera de Vizcaya y bañada por el Río Amarillo, está situada al sur este de la Provincia de El Oro, a 105 km de su capital Machala, abarca un área de 35 km cuadrados. La altitud del cantón varia entre los 600 y los 3000 m s. n. m.; ocupa las siguientes coordenadas: latitud Norte 9594200 – 9578900; longitud Este 680900 – 650500.

## Límites
- Norte: Con el Cantón Zaruma
- Sur: Con la Provincia de Loja: Cantones Chaguarpamba y Catamayo
- Este: Con la Provincia de Loja: Cantones Loja y Saraguro
- Oeste: Con el Cantón Piñas

## División política
Una parroquia urbana (Portovelo); 3 parroquias rurales (Morales, Curtincapac y Salatí).

## Topografía
Portovelo se encuentra ubicada en una zona montañosa que forma parte de la cordillera de Vizcaya, la misma que es un ramal de la cordillera de los Andes bañado por el río Amarillo. 

## Clima
Portovelo tiene una temperatura que oscila entre 18 - 30 grados centígrados.

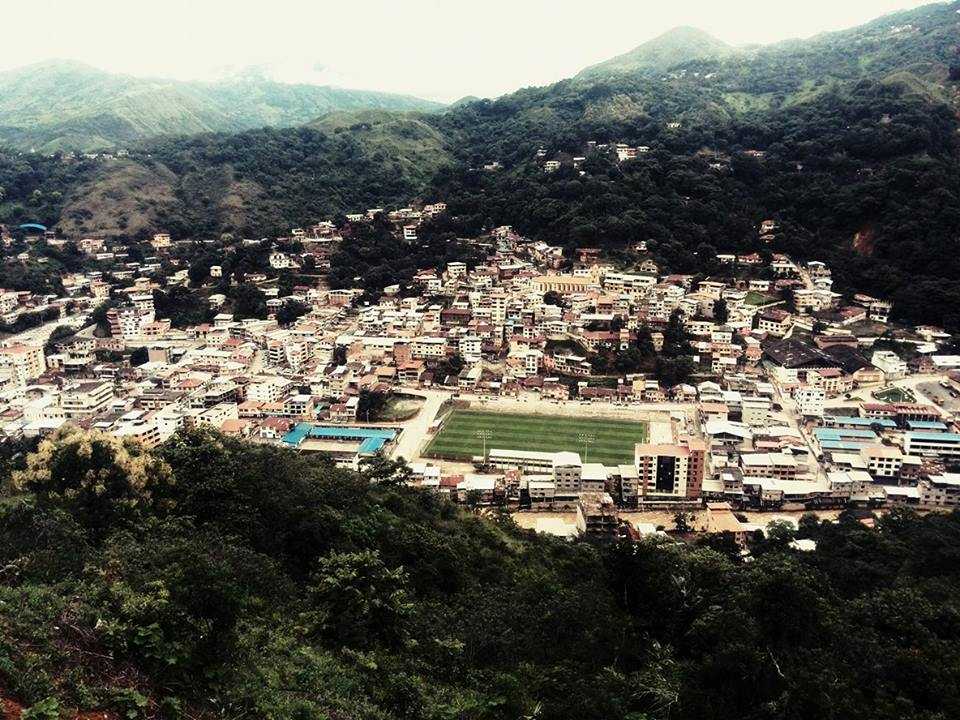
Panorámica de Portovelo "Primer centro minero del Ecuador"

## Economía
Sus actividades económicas como en la mayoría de los cantones de la parte alta de la Provincia de El Oro son agrícolas, ganaderas y auríferas, variando únicamente en su orden y no así en su importancia ya que son fuente de sus ingresos económicos; entre sus atractivos turísticos se encuentra la minería de oro.

## Turismo
Las aguas termales de Portovelo son una vertiente de agua caliente que brota desde las entrañas de la tierra de manera natural. Eran utilizadas como fuente de salud por los norteamericanos desde los primeros años del siglo XIX.
El agua es almacenada en una pequeña piscina, donde toma una temperatura agradable y el visitante puede disfrutar de un baño temperado. También tiene lodo que está compuesto de muchos minerales curativos, que se emplea para aliviar muchas dolencias físicas y mentales. 
A las aguas termales se les atribuye propiedades medicinales que curan reumatismo y problemas bronquiales en los niños, debido a los minerales disueltos que contienen.
En la parroquia Morales está Nudillo, donde se encuentran enormes piedras que presentan gran cantidad de petrograbados, realizadas hace cientos de años y que los habitantes atribuyen a la tribu del nativo Atahualpa.
El Museo Mineralógico Magner Turner reúne casi todas las piedras del mundo en un solo espacio. Su propietario ha logrado recopilar la historia minera de Portovelo y de otras partes del planeta. El topacio, los ópalos, el rubí, la esmeralda y, por supuesto, el oro, se exhiben con las viejas lámparas de carburo y los cascos para entrar a las minas. El área del museo es de 400 metros cuadrados, con tres secciones definidas: Sala central, patio y tres minas piloto, además de un camino empedrado que fue utilizado por mineros de la SADCO como peatonal. 
La sala cuenta con veinte vitrinas para ochocientas piezas en exhibición, el resto permanece embalado por falta de espacio. El búnker posee tres minas de 1,90 metros por 1,00 metros de sección, que contiene quinientas muestras de rocas y minerales en bruto, andenes de mina y mampostería minera. Es considera como el más grande museo de su especia en Latinoamérica.[cita requerida]
El río Pindo serpentea en su declive para unirse más adelante con otros ríos como el Amarillo. Presenta un curso de aguas quietas y profundas. Diversas actividades de recreación se desarrollan a las orillas de este río, siendo una muy importante la del club del río Pindo que tiene su mayor actividad en fines de semana y feriados. En este lugar se puede realizar pesca deportiva con vara automática y en forma natural zambullendo para atrapar los peces denominados raspas. Los turistas aprovechan el remanso de aguas quietas y profundas como balneario.
Además se puede realizar algunas actividades como: pesca deportiva, natación, camping, juegos de fútbol y voleibol, concentración familiar, programas artísticos y sociales, etc.
- Datos: Q661446
- Multimedia: Portovelo / Q661446